# プリテンショナー
プリテンショナー（Pretensioner）とは、自動車の衝突時にシートベルトの帯（ウェビング）のたるみをとり除くことにより、乗員が前方に動き出す前に確実に座席に固定し、乗員の保護性能を向上する目的で装備されている機構。プリローダーと呼ぶメーカーもある。プリテンショナーと組み合わせて、拘束による乗員への負担が一定以上加わらない様に調節を行うロードリミッターが組み込まれる事が一般的である。
プリテンショナーにはリトラクター（巻き取り装置）側で肩部を引き込むリトラクタープリテンショナー、バックルアンカー側で腰部を引き込むバックルプリテンショナー、ドア（ピラー下）側で腰部で引き込むラップアウター（またはラップ）プリテンショナーがある。当初は1名分につき一箇所であったが、現在では多くの車種がそれらを組み合わせて装備している。
プリテンショナーの作動には通常火薬を用い、火薬が爆発する際に発生するガスの力でウェビングやバックルを引き込む。
車格により異なるが、衝突後10 - 15 msec（1/1000秒）でプリテンショナーの作動が開始し、巻き取りは数 msec内に完了する。
1990年代前半、高級車を中心に普及し始めた頃は既存設計の車体に大改造を施さなければならず、エアバッグやABSと比してなかなか普及に至らなかったが、現在日本国内ではほぼ全ての車種にプリテンショナー付きリトラクターが装備されているため、シートベルトがきついなどの理由で、ベルトクリップなどを用いてウェビングをたるんだ状況にすることは、正常なプリテンショナーの作動を妨げ、危険である。
トヨタ、ホンダなどの一部車種ではブレーキと連動して電気モーターによりウェビングを引き込む機構（プリ・プリテンショナー機構）を装備している。火薬は一度発火するとASSY交換となるが、モーターで作動させる場合、「ベルトの伸びが許容範囲内」であれば繰り返し使用できる。また、重大な事故に至らないとECUが判断する程度の制動力では弱く、それが持続したり強まった場合には拘束力を段階的に高めるなどの制御も可能である。
ただし、モーターの巻き取り力のみでは乗員の拘束には不十分であるため火薬式プリテンショナーと組み合わせて使用されている。